# Horacio Ferreyra
Horacio José Ferreyra fue un abogado y político argentino.

## Datos biográficos
Nació en Córdoba el 15 de septiembre de 1886 y fue hijo de Roque Segundo Ferreyra y Ercilia Núñez.
Se recibió de abogado en la Universidad Nacional de su ciudad natal y fue vocal de la cámara de apelaciones en lo civil y comercial de la provincia y juez en lo civil.
En el ámbito político Ferreyra perteneció al Partido Demócrata de Córdoba y fue miembro del Concejo Deliberante de la capital. En 1940 fue candidato a la intendencia en los comicios municipales que tuvieron lugar el 10 de marzo de ese año, siendo derrotado por más de 3000 votos por el entonces intendente radical Latella Frías quien obtuvo su reelección.
En noviembre de 1957, el gobierno provincial surgido del golpe de Estado autodenominado Revolución Libertadora designó a Ferreyra comisionado municipal de Córdoba en reemplazo de Emilio Olmos (h). En su breve paso por la municipalidad, que se extendió por poco más de cinco meses, Ferreyra debió sortear los crecientes desencuentros entre su partido y el gobierno de facto. 
El 30 de abril de 1958 Ferreyra abandonó el cargo dando paso al nuevo intendente, Gilberto Molina.